# ユグ・スタノイェヴ
ユグ・スタノイェヴ（セルビア語: Југ Станојев, Jug Stanojev、1999年7月29日 - ）は、セルビアのサッカー選手。ポジションはMFまたはFW。

## クラブ歴
ノヴィ・サドに生まれ、地元のFKヴォイヴォディナ・ノヴィ・サドの下部組織でサッカーを始めた。2017年にレッドスター・ベオグラードの下部組織に移った。2018年にリザーブチームのRFKグラフィチャルに期限付き移籍し、選手初出場。2019-20シーズンはジェリコ・ガヴリッチ、ストラヒニャ・エラコヴィッチと共にトップチームからの期限付き移籍となった。しかし2020年夏にFK TSCに完全移籍した。

## 代表歴
U-18代表からの出場経験がある。